# 현욱
현욱(玄昱, 788 ~ 869)은 남북국 시대 신라의 승려이다. 동명(東溟, 현재의 강원도 강릉) 출신이며, 시호는 원감화상(圓鑑和尙)이다. 선종구산 중 봉림산문을 세운 심희(審希)의 스승으로 봉림산문의 개산조로 일컬어진다.

## 생애
속성은 김씨(金氏)이며, 병부시랑(兵部侍郎) 염균(廉均)의 아들이다.
어려서 출가하여 808년(애장왕 9)에 구족계(具足戒)를 받았고, 824년(헌덕왕 16)에 입당(入唐)하여 장경(章敬)에게 수학하였다고 한다. 그러나, 장경은 818년에 입적하였기 때문에 장경으로부터 법(法)을 전하여 받았다는 것은 시기적으로 볼 때 신빙성이 없다. 그러나 《조당집》(祖堂集)에서는 분명히 장경의 법을 이은 사법제자(嗣法弟子)임을 명기(明記)하고 있다. 따라서, 그의 입당 연대는 헌강왕대 초기, 즉 장경이 입적하기 전이라고 보아야 할 것이다.
837년(희강왕 2)에 왕자 김의종(金義宗)을 따라 귀국하였고, 이듬해 실상사(實相寺)에 들어가서 민애왕·신무왕·문성왕의 존경과 신망을 받았다. 840년(문성왕 2) 혜목산(慧目山) 고달사(高達寺)로 거처를 옮겼는데, 그 산 이름을 따서 혜목산화상(慧目山和尙)이라는 별명이 붙기도 하였다. 그곳에서 크게 종풍(宗風)을 떨치다가 입적하였다.

## 사후
경문왕은 원감화상(圓鑑和尙)이라는 시호를 내렸다. 구체적인 기록이 남아있지 않아, 승탑과 탑비의 건립은 정확히 알 수 없다. 다만, 현재 고달사지에 남아 있는 2기의 승탑과 탑비, 혜목산 기슭의 사지에 파손된 채 남아 있는 승탑 1기 가운데, 1기가 현욱의 승탑으로 추정된다. 또, 고달사지에 남아있는, 파손된 귀부가 현욱 탑비의 것으로 추정된다.
제자 중에는 봉림사(鳳林寺)를 세우고 선풍을 드높인 심희(審希)가 있다. 이후 현욱의 선과 그 문하를 봉림산파(鳳林山派)라고 부르게 되었다.